# Sacrificial Princess and the King of Beasts
Sacrificial Princess and the King of Beasts (jap. 贄姫と獣の王 Niehime to kemono no ō) – manga autorstwa Yū Tomofuji, publikowana na łamach magazynu „Hana to Yume” wydawnictwa Hakusensha od listopada 2015 do października 2020. Na jej podstawie studio J.C.Staff wyprodukowało serial anime, który był emitowany od kwietnia do września 2023.

## Fabuła
Król Bestii i Demonów regularnie otrzymuje ofiary z ludzkich kobiet, które zjada, aby potwierdzić dominację swojego ludu nad rasą ludzką. Jednakże, podczas 99. ofiary, ludzka dziewczyna sprowadzona do stolicy, Sariphi, intryguje Króla Bestii. Nie boi się ani jego, ani żadnej innej bestii, i nawet akceptuje swoją śmierć bez błagania czy płaczu, ponieważ nie ma domu ani rodziny, do której mogłaby wrócić, gdyby została uwolniona. Król uznaje ją za intrygującą i pozwala jej zostać u swego boku jako jego małżonka, mimo że jest człowiekiem. To opowieść o tym, jak Sariphi stanie się królową demonów i bestii.

## Bohaterowie
- Sariphi (jap. サリフィ Sarifi)

Seiyū: Kana Hanazawa 
- Leonhart (jap. レオンハート Reonharuto)

Seiyū: Satoshi Hino 
- Clops (jap. ロプス Ropusu)

Seiyū: Natsumi Fujiwara 
- Cy (jap. キュク Kyuku)

Seiyū: Yuka Nukui 
- Anubis (jap. アヌビス Anubisu)

Seiyū: Takuma Terashima 
- Amit (jap. アミト Amito)

Seiyū: Megumi Han 
- Ilya (jap. イリヤ Irīa)

Seiyū: Shōya Chiba 
- Jormungand (jap. ヨルムンガンド Yorumungando)

Seiyū: Chikahiro Kobayashi 
- Bennu (jap. ベンヌ)

Seiyū: Hiroyuki Yoshino 

## Manga
Seria ukazywała się w magazynie „Hana to Yume” od 5 listopada 2015 do 20 października 2020. Wydawnictwo Hakusensha zebrało jej rozdziały w 15 tankōbonach, wydawanych od 20 maja 2016 do 20 stycznia 2021.
| Nr | Data wydania (język japoński) | ISBN (język japoński)  |
| -- | ----------------------------- | ---------------------- |
| 1  | 20 maja 2016                  | ISBN 978-4-592-21541-7 |
| 2  | 20 września 2016              | ISBN 978-4-592-21542-4 |
| 3  | 20 stycznia 2017              | ISBN 978-4-592-21543-1 |
| 4  | 19 maja 2017                  | ISBN 978-4-592-21544-8 |
| 5  | 20 września 2017              | ISBN 978-4-592-21545-5 |
| 6  | 19 stycznia 2018              | ISBN 978-4-592-21546-2 |
| 7  | 20 kwietnia 2018              | ISBN 978-4-592-21547-9 |
| 8  | 20 lipca 2018                 | ISBN 978-4-592-21548-6 |
| 9  | 20 listopada 2018             | ISBN 978-4-592-21549-3 |
| 10 | 20 marca 2019                 | ISBN 978-4-592-21550-9 |
| 11 | 20 sierpnia 2019              | ISBN 978-4-592-22301-6 |
| 12 | 20 grudnia 2019               | ISBN 978-4-592-22722-9 |
| 13 | 20 kwietnia 2020              | ISBN 978-4-592-22303-0 |
| 14 | 20 sierpnia 2020              | ISBN 978-4-592-22304-7 |
| 15 | 20 stycznia 2021              | ISBN 978-4-592-22305-4 |

Spin-off serii, zatytułowany Shiro usagi to kemono no ōji: Niehime to kemono no ō Spin-off, był publikowany w magazynie „Hana to Yume” od 20 sierpnia 2022 do 20 lutego 2024. Całość została zebrana w 5 tankōbonach, wydawanych od 20 stycznia 2023 do 19 kwietnia 2024.
| Nr | Data wydania (język japoński) | ISBN (język japoński)  |
| -- | ----------------------------- | ---------------------- |
| 1  | 20 stycznia 2023              | ISBN 978-4-592-22451-8 |
| 2  | 20 kwietnia 2023              | ISBN 978-4-592-22452-5 |
| 3  | 18 sierpnia 2023              | ISBN 978-4-592-22453-2 |
| 4  | 20 grudnia 2023               | ISBN 978-4-592-22454-9 |
| 5  | 19 kwietnia 2024              | ISBN 978-4-592-22455-6 |

## Anime
20 stycznia 2021 redakcja magazynu „Hana to Yume” podała do wiadomości, że na podstawie mangi powstanie telewizyjny serial anime. Seria została wyprodukowana przez studio J.C.Staff i wyreżyserowana przez Chiaki Kon. Scenariusz napisał Seishi Minakami, projekty postaci opracował Shinya Hasegawa, a muzykę skomponował Kōta Yamamoto. Anime było emitowane od 20 kwietnia do 28 września 2023 w stacjach Tokyo MX i BS11. Licencję na dystrybucję anime zakupił Crunchyroll.

### Ścieżka dźwiękowa
| Nr             | Tytuł                       | Wykonawca  | Źródło   |
| Czołówka       | Czołówka                    | Czołówka   | Czołówka |
| -------------- | --------------------------- | ---------- | -------- |
| 1              | „Saku no nie” (jap. 朔の贄) | BIN        | [ 32 ]   |
| 2              | „Love Infinity”             | Hinano     | [ 33 ]   |
| Napisy końcowe |                             |            |          |
| 1              | „Only”                      | Garnidelia | [ 32 ]   |
| 2              | „Call Your Name”            | Katagiri   | [ 33 ]   |